# ایر فرایت نیوزلند
ایر فرایت نیوزلند (به انگلیسی: Air Freight NZ) یک شرکت هواپیمایی با کد یاتا OG است که در تاریخ ۱ ژوئیه ۱۹۸۹ میلادی تأسیس شده است. دفتر مرکزی ایر فرایت نیوزلند در آوکلند، نیوزیلند واقع شده‌است و به ۳ مقصد، پرواز مستقیم انجام می‌دهد.